# Tom Petty & the Heartbreakers
Tom Petty & the Heartbreakers war eine US-amerikanische Rockband, die 1976 in Gainesville, Florida, gegründet wurde. Bis zu seinem Tod im Jahr 2017 wurde die Band von Tom Petty angeführt.

## Geschichte
Gegründet wurde die Gruppe im Jahr 1976 in Florida von Tom Petty. Neben ihm zählen Mike Campbell, Benmont Tench, Ron Blair und Stan Lynch zu den Gründungsmitgliedern. In dieser Besetzung wurden die ersten vier Alben eingespielt, das erste (nach der Band benannte) wurde 1976 veröffentlicht. Der internationale Durchbruch gelang 1979 mit dem dritten Album Damn the Torpedoes.
1982 verließ der Bassist Ron Blair die Band und wurde durch Howie Epstein ersetzt. 1991 kam Scott Thurston dazu. Im selben Jahr veröffentlichte die Band ihr erfolgreichstes Studioalbum Into the Great Wide Open, welches die Single Learning to Fly enthielt. Ende 1994 trennte sich der Drummer Stan Lynch von der Gruppe, und Steve Ferrone nahm seinen Platz am Schlagzeug ein. Blair stieß Anfang 2002 wieder zu den Heartbreakers, da Epstein aufgrund von Drogenproblemen zunehmend weniger dazu in der Lage war, seinen Aufgaben in der Band nachzukommen. Epstein starb am 23. Februar 2003 an einer Überdosis Heroin.
2002 wurden Tom Petty & the Heartbreakers (unter Anwesenheit von Blair und Epstein) in die Rock and Roll Hall of Fame aufgenommen.
2008 trat die Band in der Halbzeitshow der Super Bowl XLII auf. Im ausverkauften University of Phoenix-Stadium spielten sie ihre Hits American Girl, I Won’t Back Down, Free Fallin’ und Runnin’ Down a Dream.
Tom Petty, der Gründer der Band, starb am 2. Oktober 2017 im Alter von 66 Jahren an einer versehentlichen Schmerzmittelüberdosis, nur wenige Tage nach dem Ende einer letzten großen Nordamerika-Tournee der Heartbreakers.

## Diskografie

### Studioalben
| Jahr | Titel                           | Höchstplatzierung, Gesamtwochen, AuszeichnungChartplatzierungen (Jahr, Titel, Platzierungen, Wochen, Auszeichnungen, Anmerkungen) | Höchstplatzierung, Gesamtwochen, AuszeichnungChartplatzierungen (Jahr, Titel, Platzierungen, Wochen, Auszeichnungen, Anmerkungen) | Höchstplatzierung, Gesamtwochen, AuszeichnungChartplatzierungen (Jahr, Titel, Platzierungen, Wochen, Auszeichnungen, Anmerkungen) | Höchstplatzierung, Gesamtwochen, AuszeichnungChartplatzierungen (Jahr, Titel, Platzierungen, Wochen, Auszeichnungen, Anmerkungen) | Höchstplatzierung, Gesamtwochen, AuszeichnungChartplatzierungen (Jahr, Titel, Platzierungen, Wochen, Auszeichnungen, Anmerkungen) | Anmerkungen |
| Jahr | Titel                           | DE | AT | CH | UK | US | Anmerkungen |
| ---- | ------------------------------- | --- | --- | --- | --- | --- | --- |
| 1976 | Tom Petty and the Heartbreakers | — | — | — | UK24 (13 Wo.)UK | US55 Gold · (42 Wo.)US | Erstveröffentlichung: 9. November 1976 |
| 1978 | You’re Gonna Get It!            | — | — | — | UK34 (5 Wo.)UK | US23 Gold · (24 Wo.)US | Erstveröffentlichung: 2. Mai 1978 |
| 1979 | Damn the Torpedoes              | — | — | — | UK57 (4 Wo.)UK | US2 ×3Dreifachplatin · (67 Wo.)US                                                                                                 | Erstveröffentlichung: 19. Oktober 1979 Platz 313 der Rolling-Stone-500                                                                     |
| 1981 | Hard Promises                   | — | — | — | UK32 (5 Wo.)UK | US5 Platin · (31 Wo.)US | Erstveröffentlichung: 5. Mai 1981 |
| 1982 | Long After Dark                 | DE50 (1 Wo.)DE | — | CH86 (1 Wo.)CH | UK45 (4 Wo.)UK | US9 Gold · (32 Wo.)US | Erstveröffentlichung: 2. November 1982 |
| 1985 | Southern Accents                | — | — | — | UK23 (6 Wo.)UK | US7 Platin · (32 Wo.)US | Erstveröffentlichung: 26. März 1985 |
| 1987 | Let Me Up (I’ve Had Enough)     | — | — | — | UK59 (2 Wo.)UK | US20 Gold · (20 Wo.)US | Erstveröffentlichung: 21. April 1987 |
| 1991 | Into the Great Wide Open        | DE8 Gold · (45 Wo.)DE | AT7 (12 Wo.)AT | CH12 Gold · (17 Wo.)CH | UK3 Gold · (18 Wo.)UK | US13 ×2Doppelplatin · (41 Wo.)US                                                                                                  | Erstveröffentlichung: 2. Juli 1991 |
| 1996 | She’s the One / Angel Dream     | DE20 (… Wo.)DE | AT27 (6 Wo.)AT | CH27 (4 Wo.)CH | UK37 (2 Wo.)UK | US15 Gold · (15 Wo.)US | Erstveröffentlichung: 6. August 1996 Soundtrack zum Film She’s the One 2021 anlässlich des Record Store Days neu aufgelegt als Angel Dream |
| 1999 | Echo                            | DE5 (9 Wo.)DE | AT27 (6 Wo.)AT | CH39 (4 Wo.)CH | UK43 (2 Wo.)UK | US10 Gold · (23 Wo.)US | Erstveröffentlichung: 13. April 1999 |
| 2002 | The Last DJ                     | DE15 (5 Wo.)DE | AT54 (2 Wo.)AT | CH44 (3 Wo.)CH | — | US9 (12 Wo.)US | Erstveröffentlichung: 8. Oktober 2002 |
| 2007 | Runnin’ Down a Dream            | DE88 (1 Wo.)DE | — | — | — | — | Erstveröffentlichung: 19. Oktober 2007 |
| 2010 | Mojo                            | DE12 (10 Wo.)DE | AT42 (4 Wo.)AT | CH27 (4 Wo.)CH | UK38 (2 Wo.)UK | US2 (18 Wo.)US | Erstveröffentlichung: 15. Juni 2010 |
| 2014 | Hypnotic Eye                    | DE5 (8 Wo.)DE | AT18 (4 Wo.)AT | CH14 (7 Wo.)CH | UK7 (6 Wo.)UK | US1 (12 Wo.)US | Erstveröffentlichung: 28. Juli 2014 |

grau schraffiert: keine Chartdaten aus diesem Jahr verfügbar

### Livealben
| Jahr | Titel                          | Höchstplatzierung, Gesamtwochen, AuszeichnungChartplatzierungen (Jahr, Titel, Platzierungen, Wochen, Auszeichnungen, Anmerkungen) | Höchstplatzierung, Gesamtwochen, AuszeichnungChartplatzierungen (Jahr, Titel, Platzierungen, Wochen, Auszeichnungen, Anmerkungen) | Höchstplatzierung, Gesamtwochen, AuszeichnungChartplatzierungen (Jahr, Titel, Platzierungen, Wochen, Auszeichnungen, Anmerkungen) | Höchstplatzierung, Gesamtwochen, AuszeichnungChartplatzierungen (Jahr, Titel, Platzierungen, Wochen, Auszeichnungen, Anmerkungen) | Höchstplatzierung, Gesamtwochen, AuszeichnungChartplatzierungen (Jahr, Titel, Platzierungen, Wochen, Auszeichnungen, Anmerkungen) | Anmerkungen                                                                                  |
| Jahr | Titel                          | DE | AT | CH | UK | US | Anmerkungen                                                                                  |
| ---- | ------------------------------ | --- | --- | --- | --- | --- | -------------------------------------------------------------------------------------------- |
| 1985 | Pack Up the Plantation – Live! | — | — | — | — | US22 Gold · (26 Wo.)US | Erstveröffentlichung: 25. November 1985                                                      |
| 2009 | The Live Anthology             | — | — | — | — | US51 (7 Wo.)US | Erstveröffentlichung: 23. November 2009 4-CD-Set, auch als limitiertes 5-CD-/2-DVD-/1-LP-Set |
| 2022 | Live at the Fillmore 1997      | DE9 (4 Wo.)DE | AT44 (1 Wo.)AT | CH17 (1 Wo.)CH | UK74 (1 Wo.)UK | US35 (2 Wo.)US | Erstveröffentlichung: 25. November 2022                                                      |

Weitere Livealben
- 2011: Kiss My Amps (Live)
- 2016: Kiss My Amps Live, Vol. 2

### Kompilationen
| Jahr | Titel                                   | Höchstplatzierung, Gesamtwochen, AuszeichnungChartplatzierungen (Jahr, Titel, Platzierungen, Wochen, Auszeichnungen, Anmerkungen) | Höchstplatzierung, Gesamtwochen, AuszeichnungChartplatzierungen (Jahr, Titel, Platzierungen, Wochen, Auszeichnungen, Anmerkungen) | Höchstplatzierung, Gesamtwochen, AuszeichnungChartplatzierungen (Jahr, Titel, Platzierungen, Wochen, Auszeichnungen, Anmerkungen) | Höchstplatzierung, Gesamtwochen, AuszeichnungChartplatzierungen (Jahr, Titel, Platzierungen, Wochen, Auszeichnungen, Anmerkungen) | Höchstplatzierung, Gesamtwochen, AuszeichnungChartplatzierungen (Jahr, Titel, Platzierungen, Wochen, Auszeichnungen, Anmerkungen) | Anmerkungen                              |
| Jahr | Titel                                   | DE | AT | CH | UK | US | Anmerkungen                              |
| ---- | --------------------------------------- | --- | --- | --- | --- | --- | ---------------------------------------- |
| 1993 | Greatest Hits                           | DE18 Gold · (20 Wo.)DE | AT22 (15 Wo.)AT | CH23 (16 Wo.)CH | UK10 Platin · (40 Wo.)UK | US2 ×2Diamant + Doppelplatin · (… Wo.)US                                                                                          | Erstveröffentlichung: 16. November 1993  |
| 2000 | Anthology: Through the Years            | DE96 (1 Wo.)DE | — | — | UK14 Gold · (7 Wo.)UK | US32 Gold · (6 Wo.)US | Erstveröffentlichung: 31. Oktober 2000   |
| 2018 | An American Treasure                    | DE9 (5 Wo.)DE | AT46 (1 Wo.)AT | CH37 (1 Wo.)CH | UK38 (1 Wo.)UK | US9 (4 Wo.)US | Erstveröffentlichung: 28. September 2018 |
| 2019 | The Best of Everything – The Definitive | DE24 (1 Wo.)DE | AT60 (1 Wo.)AT | CH42 (1 Wo.)CH | UK38 Silber · (1 Wo.)UK | US16 (14 Wo.)US | Erstveröffentlichung: 1. März 2019       |

Weitere Kompilationen
- 1995: Playback (6-CD-Box-Set, US: Platin)

### EPs
| Jahr | Titel              | Höchstplatzierung, Gesamtwochen, AuszeichnungChartplatzierungen (Jahr, Titel, Platzierungen, Wochen, Auszeichnungen, Anmerkungen) | Höchstplatzierung, Gesamtwochen, AuszeichnungChartplatzierungen (Jahr, Titel, Platzierungen, Wochen, Auszeichnungen, Anmerkungen) | Höchstplatzierung, Gesamtwochen, AuszeichnungChartplatzierungen (Jahr, Titel, Platzierungen, Wochen, Auszeichnungen, Anmerkungen) | Höchstplatzierung, Gesamtwochen, AuszeichnungChartplatzierungen (Jahr, Titel, Platzierungen, Wochen, Auszeichnungen, Anmerkungen) | Höchstplatzierung, Gesamtwochen, AuszeichnungChartplatzierungen (Jahr, Titel, Platzierungen, Wochen, Auszeichnungen, Anmerkungen) | Anmerkungen                                            |
| Jahr | Titel              | DE | AT | CH | UK | US | Anmerkungen                                            |
| ---- | ------------------ | --- | --- | --- | --- | --- | ------------------------------------------------------ |
| 2010 | Bad Girl Boogie EP | — | — | — | — | US144 (1 Wo.)US | Erstveröffentlichung: 2010 nur als Download bei Amazon |

### Singles als Leadmusiker
| Jahr | Titel Album                                                   | Höchstplatzierung, Gesamtwochen, AuszeichnungChartplatzierungen (Jahr, Titel, Album, Platzierungen, Wochen, Auszeichnungen, Anmerkungen) | Höchstplatzierung, Gesamtwochen, AuszeichnungChartplatzierungen (Jahr, Titel, Album, Platzierungen, Wochen, Auszeichnungen, Anmerkungen) | Höchstplatzierung, Gesamtwochen, AuszeichnungChartplatzierungen (Jahr, Titel, Album, Platzierungen, Wochen, Auszeichnungen, Anmerkungen) | Höchstplatzierung, Gesamtwochen, AuszeichnungChartplatzierungen (Jahr, Titel, Album, Platzierungen, Wochen, Auszeichnungen, Anmerkungen) | Höchstplatzierung, Gesamtwochen, AuszeichnungChartplatzierungen (Jahr, Titel, Album, Platzierungen, Wochen, Auszeichnungen, Anmerkungen) | Anmerkungen                                                      |
| Jahr | Titel Album                                                   | DE | AT | CH | UK | US | Anmerkungen                                                      |
| --- | ------------------------------------------------------------- | --- | --- | --- | --- | --- | ---------------------------------------------------------------- |
| 1976 | Breakdown Tom Petty and the Heartbreakers                     | — | — | — | — | US40 (17 Wo.)US | Erstveröffentlichung: 30. Dezember 1976                          |
| 1977 | American Girl Tom Petty and the Heartbreakers                 | — | — | — | UK40 Silber · (5 Wo.)UK | — | Erstveröffentlichung: 4. Februar 1977 Rock and Roll Hall of Fame |
| 1977 | Anything That’s Rock ’n’ Roll Tom Petty and the Heartbreakers | — | — | — | UK36 (3 Wo.)UK | — | Erstveröffentlichung: 27. Mai 1977                               |
| 1978 | I Need to Know You’re Gonna Get It!                           | — | — | — | — | US41 (10 Wo.)US |                                                                  |
| 1978 | Listen to Her Heart You’re Gonna Get It!                      | — | — | — | — | US59 (6 Wo.)US |                                                                  |
| 1979 | Don’t Do Me Like That Damn the Torpedoes                      | — | — | — | — | US10 (18 Wo.)US | Erstveröffentlichung: November 1979                              |
| 1980 | Refugee Damn the Torpedoes                                    | — | — | — | — | US15 (14 Wo.)US |                                                                  |
| 1980 | Here Comes My Girl Damn the Torpedoes                         | — | — | — | — | US59 (7 Wo.)US |                                                                  |
| 1981 | The Waiting Hard Promises                                     | — | — | — | — | US19 (13 Wo.)US |                                                                  |
| 1981 | A Woman in Love (It’s Not Me) Hard Promises                   | — | — | — | — | US79 (6 Wo.)US |                                                                  |
| 1982 | You Got Lucky Long After Dark                                 | — | — | — | — | US20 (18 Wo.)US |                                                                  |
| 1983 | Change of Heart Long After Dark                               | — | — | — | — | US21 (11 Wo.)US |                                                                  |
| 1985 | Don’t Come Around Here No More Southern Accents               | — | — | — | UK50 (4 Wo.)UK | US13 (14 Wo.)US | Erstveröffentlichung: 28. Februar 1985                           |
| 1985 | Make It Better (Forget About Me) Southern Accents             | — | — | — | — | US54 (8 Wo.)US |                                                                  |
| 1985 | Rebels Southern Accents                                       | — | — | — | — | US74 (5 Wo.)US |                                                                  |
| 1986 | Needles and Pins (Live) Pack Up the Plantation – Live!        | — | — | — | — | US37 (9 Wo.)US | mit Stevie Nicks                                                 |
| 1987 | Jammin’ Me Let Me Up (I’ve Had Enough)                        | — | — | — | — | US18 (12 Wo.)US |                                                                  |
| 1991 | Learning to Fly Into the Great Wide Open                      | DE31 (16 Wo.)DE | — | CH75 (1 Wo.)CH | UK46 Silber · (4 Wo.)UK | US28 (14 Wo.)US | Erstveröffentlichung: 1. April 1991                              |
| 1991 | Into the Great Wide Open                                      | DE54 (16 Wo.)DE | — | — | — | US92 (5 Wo.)US | Erstveröffentlichung: 16. September 1991                         |
| 1992 | Too Good to Be True Into the Great Wide Open                  | — | — | — | UK34 (3 Wo.)UK | US92 (5 Wo.)US |                                                                  |
| 1993 | Something in the Air Greatest Hits                            | — | — | — | UK53 (2 Wo.)UK | — |                                                                  |
| 1993 | Mary Jane’s Last Dance Greatest Hits                          | DE63 (10 Wo.)DE | — | — | UK52 (3 Wo.)UK | US14 (20 Wo.)US | Erstveröffentlichung: 1. November 1993                           |
| 1996 | Walls She’s the One                                           | — | — | — | — | US69 (4 Wo.)US |                                                                  |
| Folgende Lieder erschienen nicht als Single, wurden aber durch das Album zum Download und Streaming bereitgestellt und konnten somit eine Platzierung erlangen: |                                                               | | | | | |                                                                  |
| |                                                               | | | | | |                                                                  |
| 2001 | Christmas All Over Again A Very Special Christmas 2           | DE— aDE | — | — | — | — |                                                                  |

Weitere Singles
- 1982: Straight into Darkness
- 1985: So You Want to Be a Rock ’n’ Roll Star
- 1986: Refugee
- 1987: Runaway Trains
- 1987: All Mixed Up
- 1987: Think About Me
- 1989: Love Is a Long Road
- 1991: Out in the Cold
- 1992: Kings Highway
- 1995: A Higher Place
- 1999: Free Girl Now
- 1999: Room at the Top
- 1999: Swingin’

### Singles als Gastmusiker
| Jahr | Titel Album                                  | Höchstplatzierung, Gesamtwochen, AuszeichnungChartplatzierungen (Jahr, Titel, Album, Platzierungen, Wochen, Auszeichnungen, Anmerkungen) | Höchstplatzierung, Gesamtwochen, AuszeichnungChartplatzierungen (Jahr, Titel, Album, Platzierungen, Wochen, Auszeichnungen, Anmerkungen) | Höchstplatzierung, Gesamtwochen, AuszeichnungChartplatzierungen (Jahr, Titel, Album, Platzierungen, Wochen, Auszeichnungen, Anmerkungen) | Höchstplatzierung, Gesamtwochen, AuszeichnungChartplatzierungen (Jahr, Titel, Album, Platzierungen, Wochen, Auszeichnungen, Anmerkungen) | Höchstplatzierung, Gesamtwochen, AuszeichnungChartplatzierungen (Jahr, Titel, Album, Platzierungen, Wochen, Auszeichnungen, Anmerkungen) | Anmerkungen                                                                         |
| Jahr | Titel Album                                  | DE | AT | CH | UK | US | Anmerkungen                                                                         |
| ---- | -------------------------------------------- | --- | --- | --- | --- | --- | ----------------------------------------------------------------------------------- |
| 1981 | Stop Draggin’ My Heart Around Bella Donna    | — | — | — | UK50 (4 Wo.)UK | US3 (21 Wo.)US | Erstveröffentlichung: 7. Juli 1981 Stevie Nicks mit Tom Petty and the Heartbreakers |
| 1986 | Band of the Hand Band of the Hand Soundtrack | — | — | — | UK96 (1 Wo.)UK | — | Bob Dylan and the Heartbreakers                                                     |

Weitere Gastbeiträge
- 1983: I Will Run to You (Stevie Nicks with Tom Petty and the Heartbreakers)

### Videoalben
- 1990: Full Moon Fever – The Video (US: Gold)
- 1995: Playback (US: Gold)
- 1999: High Grass Dogs – Live from the Fillmore (US: Gold)
- 2002: The Last DJ Sessions (Bonus-DVD)
- 2003: Live at the Olympic
- 2004: Soundstage Presents Tom Petty and the Heartbreakers (Veröffentlichung 2012 auch als Blu-ray[7]; US: Gold)
- 2007: Runnin’ Down a Dream: An American Odyssey (biografische Dokumentation als Boxset mit 3 DVDs und 1 CD; Grammy (Langvideo); US: Platin)
- 2009: 400 Days und December 31, 1978 (als Teile des Boxsets Live Anthology)

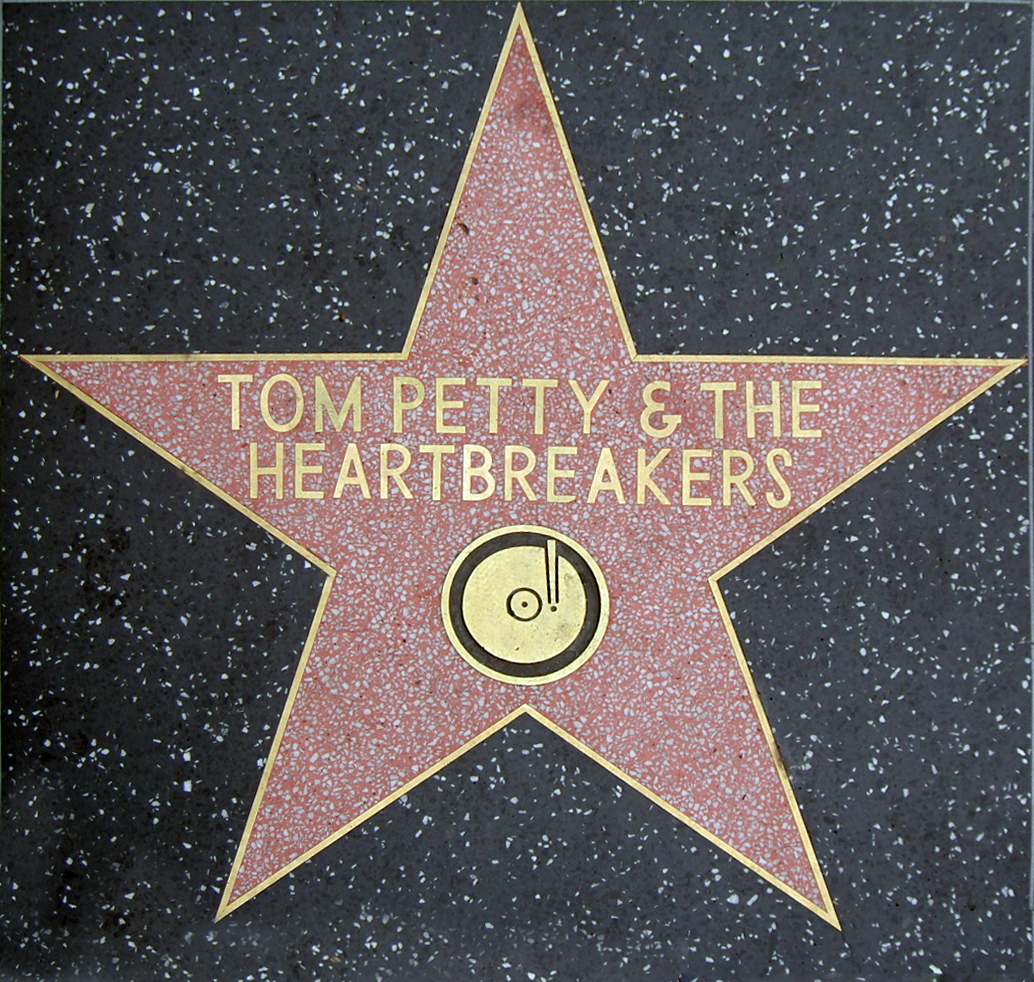
Stern auf dem Hollywood Walk of Fame

## Auszeichnungen für Musikverkäufe
| Goldene Schallplatte - Australien - 1980: für das Album Damn the Torpedoes - 1994: für das Album Greatest Hits - Europa - 1992: für das Album Into the Great Wide Open - Irland - 1991: für das Album Into the Great Wide Open - Kanada - 1983: für das Album Long After Dark - 1985: für das Album Southern Accents - 1987: für das Album Let Me Up (I’ve Had Enough) - 1999: für das Album Echo - 2023: für die Single Stop Draggin’ My Heart Around - Neuseeland - 1981: für das Album Hard Promises - 1985: für das Album Pack Up the Plantation – Live! - 1992: für das Album Into the Great Wide Open - 2002: für das Album Anthology: Through the Years - 2007: für das Videoalbum Playback - Norwegen - 1991: für das Album Into the Great Wide Open - 1994: für das Album Greatest Hits - Schweden - 1994: für das Album Greatest Hits | Platin-Schallplatte - Kanada - 1981: für das Album Hard Promises - Neuseeland - 1980: für das Album Damn the Torpedoes - Schweden - 1991: für das Album Into the Great Wide Open 2× Platin-Schallplatte - Kanada - 1981: für das Album Damn the Torpedoes - 1991: für das Album Into the Great Wide Open - 1994: für das Album Greatest Hits - Neuseeland - 2023: für die Single Learning to Fly - 2024: für die Single Mary Jane’s Last Dance 4× Platin-Schallplatte - Neuseeland - 2009: für das Album Greatest Hits |

Anmerkung: Auszeichnungen in Ländern aus den Charttabellen bzw. Chartboxen sind in ebendiesen zu finden.
| Land/RegionAuszeichnungen für Musikverkäufe (Land/Region, Auszeichnungen, Verkäufe, Quellen) | Silber     | Gold       | Platin       | Diamant  | Verkäufe   | Quellen                       |
| -------------------------------------------------------------------------------------------- | ---------- | ---------- | ------------ | -------- | ---------- | ----------------------------- |
| Australien (ARIA)                                                                            | —          | 2× Gold2   | —            | —        | 55.000     | aria.com.au                   |
| Deutschland (BVMI)                                                                           | —          | 2× Gold2   | —            | —        | 500.000    | musikindustrie.de             |
| Europa (IFPI)                                                                                | —          | Gold1      | —            | —        | (500.000)  | Einzelnachweise               |
| Irland (IRMA)                                                                                | —          | Gold1      | —            | —        | 7.500      | Einzelnachweise               |
| Kanada (MC)                                                                                  | —          | 5× Gold5   | 7× Platin7   | —        | 940.000    | musiccanada.com               |
| Neuseeland (RMNZ)                                                                            | —          | 5× Gold5   | 9× Platin9   | —        | 237.500    | aotearoamusiccharts.co.nz NZ2 |
| Norwegen (IFPI)                                                                              | —          | 2× Gold2   | —            | —        | 50.000     | ifpi.no                       |
| Schweden (IFPI)                                                                              | —          | Gold1      | Platin1      | —        | 150.000    | sverigetopplistan.se          |
| Schweiz (IFPI)                                                                               | —          | Gold1      | —            | —        | 25.000     | hitparade.ch                  |
| Vereinigte Staaten (RIAA)                                                                    | —          | 12× Gold12 | 11× Platin11 | Diamant1 | 24.300.000 | riaa.com                      |
| Vereinigtes Königreich (BPI)                                                                 | 3× Silber3 | 2× Gold2   | Platin1      | —        | 960.000    | bpi.co.uk                     |
| Insgesamt                                                                                    | 3× Silber3 | 34× Gold34 | 29× Platin29 | Diamant1 |            |                               |